# Fortress of War
Fortress of War (Russisch: Брестская крепость) is een Russisch/Wit-Russische oorlogsfilm uit 2010 over de verdediging door het Rode Leger van fort Brest tegen de Wehrmacht in de beginfase van Operatie Barbarossa, de invasie van de Sovjet-Unie door de Nazi-Duitsland tijdens de Tweede Wereldoorlog.

## Verhaal
De film begint op 21 juni 1941, de dag voor de Duitse aanval tegen fort Brest aanvangt, en brengt zo de hoofdrolspelers reeds in beeld. 's Avonds krijgt het fort te maken met een stroomonderbreking door Duitse sabotage. De volgende ochtend nog voor het ochtendgloren vallen Duitse troepen de Sovjet-Unie binnen en krijgt het fort te maken met zware bombardementen. Enkele uren later valt de Duitse infanterie het fort aan.
De verdedigers slagen er in enkele aanvallen van de Duitsers af te slaan maar raken opgesplitst. De Duitsers starten een belegering. Een Russisch vliegtuig wordt neergeschoten boven het fort. Een eenheid verdedigers redt de piloot. De geredde piloot laat weten dat het Russische leger zich terugtrekt naar Minsk. De leider van de eenheid, Fomine, plant een uitbraak en moet de opgesplitste eenheden zien te verwittigen en coördineren. De jonge Sachka slaagt erin boodschappen over te brengen.
In de nacht van 24 juni wordt een uitbraakpoging ondernomen maar de Duitsers weten deze te beletten. De volgende dag wordt een aantal burgers tijdens een staakt-het-vuren de mogelijkheid geboden het belegerde fort te verlaten. Op 26 juni valt een zware Duitse bom op het fort met enorme schade tot gevolg. De Duitsers maken van de gelegenheid gebruik om terug aan te vallen. Fomins eenheid wordt onder de voet gelopen en hijzelf geëxecuteerd. De leider van een andere eenheid geeft zijn mannen de opdracht individueel te proberen uitbreken.
De leider van nog een andere opgesplitste eenheid slaagt erin de verspreidde verdedigers te verzamelen. Ze doen een laatste poging tot uitbraak. Sachka krijgt de opdracht om de informatie over de val van het fort over te brengen. Het lukt Sachka te vluchten maar de andere verdedigers vinden allen de dood tijdens de laatste uitbraakpoging. Het verhaal eindigt met het bezoek van Sachka en zijn kleinzoon aan het gedenkteken voor de verdedigers van het gevallen fort.

## Erkenning
De film werd op het 33e Internationaal filmfestival van Moskou genomineerd voor de Nika voor beste fictiefilm maar won niet. Wel werd de Nika voor Beste Geluid toegekend aan Philippe Lamchine en Alexandre Belooussov, en de Nika voor beste decorontwerp aan Alim Matveitchouk.